# Microsoft Internet Security and Acceleration Server
Microsoft Internet Security and Acceleration Server (ISA Server) é um firewall de stateful packet inspection (significando, ele analisa o cabeçalho dos pacotes de IP) e do application layer (analisam os dados na busca de tráfego não permitido). Adicionalmente, ISA Server é um firewall para redes de computadores, rede privada virtual e web cache.

## Histórico
ISA Server foi criado como um sucessor do Proxy Server 2.0 da Microsoft.
Atualmente, o ISA Server 2006 é a última versão lançada pela Microsoft, mantendo sempre o esquema de edições padrão (standard) e enterprise, e os applicativos de fabricantes distintos de hardware.
A partir de fevereiro de 2007, a Microsoft liberou uma edição especial do ISA Server chamada Intelligent Application Gateway 2007. IAG 2007 é um serviço de VPN através de SSL, que também incorpora políticas de segurança como zonas restritas, verificações de segurança nas conexões acessando a rede, e definição de perfís de uso dos programas publicados. IAG 2007 é o produto da compra realizada pela Microsoft da empresa Whale Communications en Junho de 2006. Microsoft IAG 2007 é apenas disponível através de dispositivos.

## Versões
| Ano  | Versão                                                              |
| ---- | ------------------------------------------------------------------- |
| 2007 | Intelligent Application Gateway 2007 (lançado em Fevereiro de 2007) |
| 2006 | ISA Server 2006 (lançado em 6/9/2006)                               |
| 2004 | ISA Server 2004                                                     |
| 2000 | ISA Server 2000                                                     |
| 1999 | Proxy Server 2.0                                                    |
| 1996 | Proxy Server 1.0                                                    |